# Саруман
Са́руман (англ. Saruman, синд. Ку́рунир Лан, также известен как Саруман Белый) — в легендариуме Дж. Р. Р. Толкина могущественнейший маг Ордена Истари, глава Белого совета. После прибытия в Средиземье стал известен среди эльфов как Ку́рунир, на языках людей Севера — Саруман. В Валиноре носил имя Ку́румо. Впоследствии, когда он противопоставил себя Ордену, то именовал себя Саруманом Радужным (Многоцветным). Орки Изенгарда называли Сарумана Шарку, что в переводе с чёрного наречия означает «Старик».

## Краткое жизнеописание
Саруман прибыл в Средиземье около 1000 года Третьей эпохи и долгое время вместе с Синими магами странствовал на Востоке. Спустя примерно тысячу лет Саруман, уже в одиночку, вернулся на запад, в то самое время, когда из Дол Гулдура стало распространяться зло (ок. 2060 года Т. Э.). В 2759 году Т. Э. он занял Изенгард с разрешения гондорского наместника Берена. В Изенгарде находился палантир Ортханка, с помощью которого он хотел выведать планы Саурона и собственноручно освободить Средиземье от сил зла. Но Саруман не предполагал, что в то время, пока он смотрел на Саурона, Саурон сам смотрел на него. Так, незаметно для самого себя, Саруман был порабощён Сауроном с помощью палантира, находящегося в Барад-дуре. Саруман до последнего думал, что поступает по своей воле, и не понимал, что он лишь пешка в игре Саурона. Так, невольно исполняя замысел последнего, Саруман убедил Белый Совет не пытаться атаковать Дол Гулдур.
В 2953 году Т. Э. Саруман объявил Изенгард своей собственностью и начал собирать армию орков и дунландцев. С их помощью он устраивал набеги на Рохан и вырубал лес Фангорн. Приблизительно в то же время его лазутчики стали появляться в Пригорье и Шире в поисках Кольца Всевластья. Около 3000 года, как уже сказано выше, Саруман был порабощён Сауроном и с тех пор подчинялся его приказам. Через своего лазутчика Гриму Саруман подчинил себе короля Рохана Теодена и добился фактического неисполнения союза рохиррим с Гондором. Тогда же Саруман открылся Гэндальфу, рассчитывая привлечь его на свою сторону, но тот отказался, а потом бежал из Изенгарда при помощи Гваихира — одного из Орлов Манвэ.
В Изенгарде Саруман вывел особую породу орков, скрестив орков и людей. Они были смуглокожими и не боялись солнца. Вопреки распространённому мнению, эти полуорки не относились к урук-хаям. Их было мало в армии, брошенной на окончательное завоевание Рохана в 3019 году Т. Э. В основном они использовались как шпионы.
В том же году объединённый отряд войск Сарумана и Саурона выследил Братство Кольца и, напав на них, убил Боромира и взял в плен хоббитов Мериадока Брендибака и Перегрина Тука. В результате стычки изенгардских и мордорских орков с конными воинами Рохана хоббитам удалось бежать в Фангорн. Они сумели убедить энтов напасть на Изенгард, и Пастыри Деревьев почти до основания разрушили его и затопили территорию крепости водами реки Изен. Одновременно с этими событиями в битве с рохиррим у Хельмовой Пади войска Сарумана потерпели сокрушительное поражение.
Преображённый Гэндальф своей властью изгнал Сарумана из Ордена Истари и сломал его посох. Однако Саруман остался в живых и первоначально находился под стражей энтов в Ортханке, а когда Война за Кольцо завершилась, то получил свободу и вместе с Гримой ушёл в Шир, где попытался установить единоличное правление с помощью верных ему переселенцев из Дунланда. Изначально ему удалось отстранить от власти местного Предводителя Лотто Саквиль-Бэггинса и создать в Шире военную диктатуру, занимавшуюся угнетением и грабежом коренного населения. Однако с возвращением Фродо, Сэма, Пиппина и Мерри в ноябре 3019 года эта попытка провалилась — Саруман был отстранён от власти, приговорён к изгнанию и убит своим собственным прислужником Гримой.
После смерти Сарумана его дух устремился в Валинор, но с Запада подул холодный ветер, и дух Сарумана развеялся.

## Внешний вид и характер
Внешне Саруман имел вид черноволосого старика. В конце Третьей Эпохи его волосы и борода практически полностью поседели. Он отличался высоким ростом, продолговатым лицом, тёмными глазами. Поначалу носил белый плащ с капюшоном; цвет плаща соответствовал его прозвищу — Саруман Белый. Впоследствии сменил этот плащ на «радужный», то есть переливающийся всеми цветами радуги при движении.
Он не был ни человеком, ни эльфом (как считали некоторые люди). Это был майа, облечённый в плоть, один из Истари. В связи с этим он обладал бессмертием и невероятным могуществом. Главным его оружием были знания и речь: кроме выдающихся познаний о Кольцах Власти, Саруман был Могущественнейшим Магом и искусен в инженерном деле, но самое главное — он обладал невероятным даром убеждения, которому могли сопротивляться очень немногие. Используя могущество своей речи, он был способен убедить почти кого угодно в чём угодно, поэтому мало кто мог противостоять его обаянию. Лишь обладающие большой силой воли могли устоять перед голосом Сарумана.

## Происхождение образа
Когда Толкин начинал работу над «Властелином Колец», у него ещё не было ясного представления о развитии сюжета, как и о фигуре Сарумана. В 1940 г. в черновиках Толкина появляются записи о волшебнике Сарамонде Белом (Сарамунде Сером), который заманивает Гэндальфа в ловушку. Позже этот персонаж превратился в Сарумана Белого.
Возможно, образ Сарумана испытал влияние легенд о Гамельнском крысолове, чьё имя стало нарицательным для обозначения лжеца, завлекающего пустыми обещаниями, или фигуры Аиллена Мак Мидиа, персонажа цикла кельтских легенд о Финне, который каждый год усыплял королевский двор своими волшебными напевами, а потом сжигал всех спящих.
Любопытно также, что персонаж «Рассказа об Ибрахиме Мосульском и дьяволе», одной из арабских сказок «Тысячи и одной ночи», Абу-Мурра (одно из имён дьявола), очень напоминает Сарумана внешностью и эффектом, который его голос оказывает на окружающих.
Маловероятно, чтобы Толкин интересовался арабскими сказками, но он мог знать о них кое-что благодаря К. С. Льюису, использовавшему материал «Ночей» при создании «Хроник Нарнии».

## Саруман в кино
- Хоббит: Нежданное путешествие
- Хоббит: Битва пяти воинств
- Властелин колец: Братство Кольца
- Властелин колец: Две крепости
- Властелин колец: Возвращение короля (режиссёрская версия)

В кинотрилогии, снятой Питером Джексоном, Саруман, в отличие от книги, погибает от руки Гримы на вершине Ортханка во время визита Гэндальфа в Изенгард, а сюжетная линия с его изгнанием и попыткой узурпации власти в Шире отсутствует вовсе. Во всех фильмах трилогии «Властелина колец», а также в первой и третьей частях трилогии «Хоббита» роль Сарумана исполнил британский актёр Кристофер Ли.
- В советском телеспектакле 1991 года «Хранители» роль Сарумана исполнил актёр Евгений Баранов.

## Критика и отзывы
- Редактор журнала «Мир фантастики» Александр Гагинский поставил Сарумана на 4 место в списке «10 самых известных предателей в фантастике», выразив при этом мнение, что действия Сарумана были скорее не изменой, а политикой, и что чародей предал разве что только Эру Илуватара, а также коллег по ордену магов[1][значимость факта?].